# Кондратенко Максим Сергійович
Максим Сергійович Кондратенко (нар. 1897 — ?) — український радянський діяч, в.о. голови виконавчого комітету Роменської районної ради депутатів трудящих Чернігівської (тепер — Сумської) області. Депутат Верховної Ради СРСР 1-го скликання.

## Життєпис
Народився в селянській родині. Освіта початкова.
Член ВКП(б) з 1926 року.
З 1929 року — голова колгоспу; голова сільської ради.
У 1932—1933 роках — секретар партійного комітету Роменського машинобудівного заводу.
З 1933 року — голова колгоспу Роменського району Чернігівської області.
З 1937 по 1939 рік — в.о. голови виконавчого комітету Роменської районної ради депутатів трудящих Чернігівської (тепер — Сумської) області. З 1939 по 1941 рік — голова виконавчого комітету Роменської районної ради депутатів трудящих Сумської області.
Під час німецько-радянської війни перебував у евакуації.
З 1943 року — голова виконавчого комітету Роменської районної ради депутатів трудящих Сумської області.
Подальша доля невідома.